# Formica lugubris
Espèce
Statut de conservation UICN

 NT  : Quasi menacé
Formica lugubris est une espèce de fourmis du genre Formica courante au Royaume-Uni. Elle appartient au sous-genre Formica. Elle ressemble à Formica paralugubris avec laquelle elle a été longtemps confondue, la différenciation sur le terrain est d'ailleurs impossible.

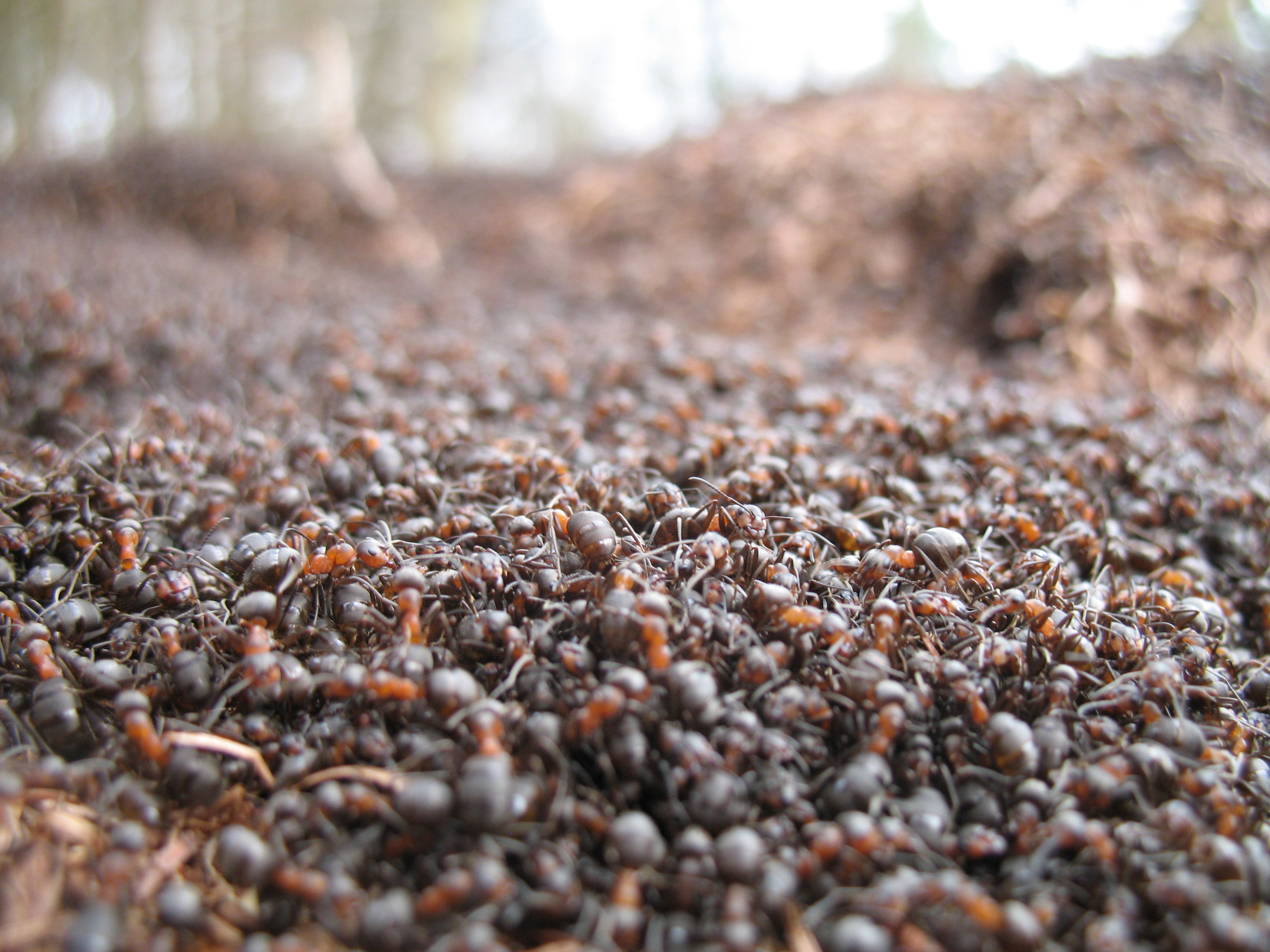
Groupe de Formica lugubris.